# Baie de Buenaventura
La baie de Buenaventura (espagnol : bahía de Buenaventura) est une baie de l'océan Pacifique située à l'ouest de la Colombie. Elle baigne la ville de Buenaventura, port du département de Valle del Cauca.

## Histoire
La baie est visitée par des européens pour la première fois probablement par les espagnols Diego de Almagro et Francisco Pizarro. En route pour le Pérou depuis la ville de Panama, ils explorent la côte Pacifique colombienne, très insalubre, pendant quatre ans et en 1529 arrivent à l'île du Coq, dans la baie de Tumaco.

## Géographie
La baie de Buenaventura se situe à l'ouest du département de Valle del Cauca, dans l'océan Pacifique. Très profonde, elle abrite la ville de Buenaventura, principal port colombien sur la côte Pacifique.
Sur la côte sud de la baie débouchent les ríos Dagua et Anchicayá.
Un peu plus au nord, sur la côte Pacifique se trouve une autre profonde baie, la baie  de Málaga.